# Alexandre Lapissida

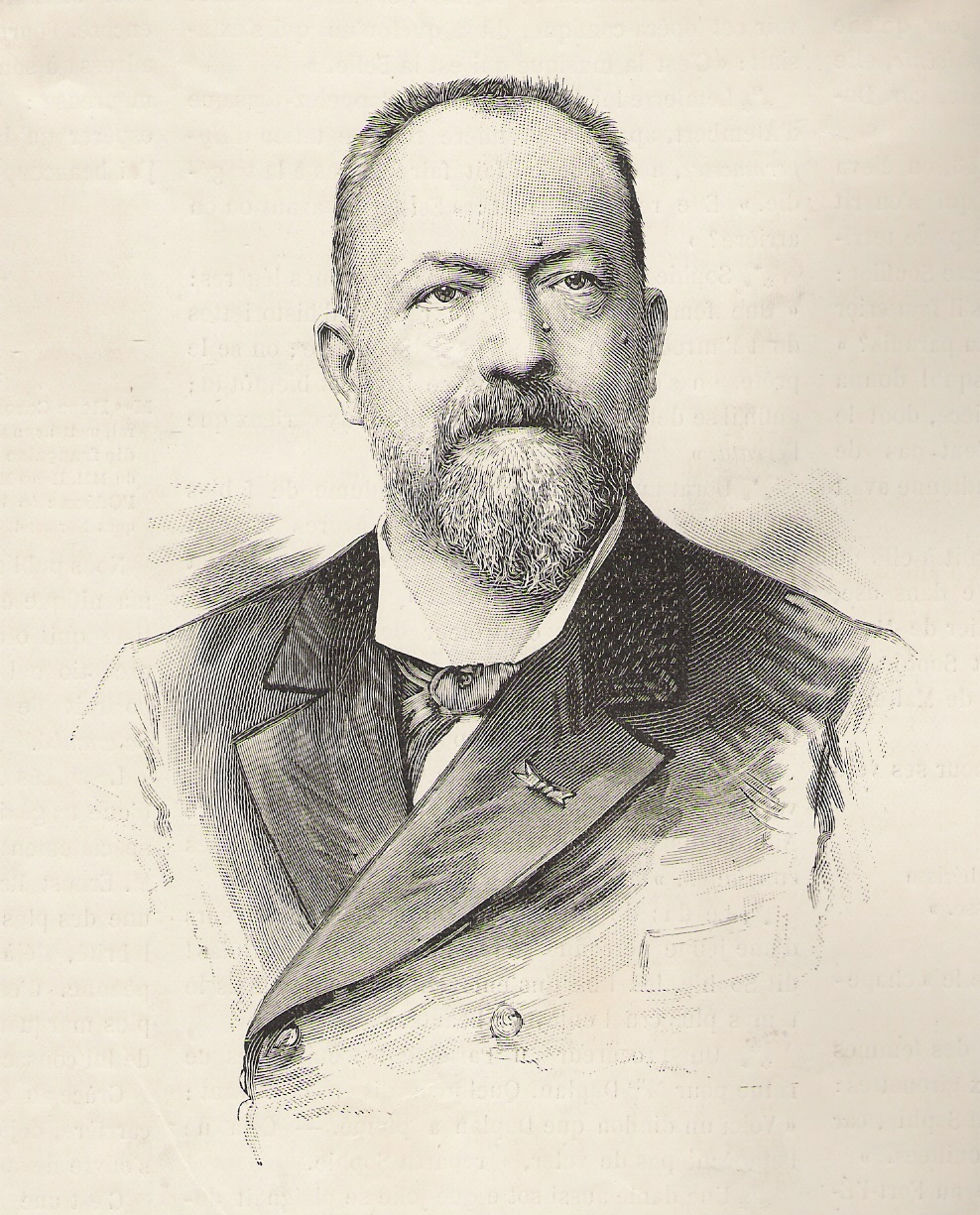
Alexandre Lapissida (1892).

Alexandre Lapissida (Thionville, 9 maart 1839 – Parijs, 16 februari 1907) was een Franse tenor, regisseur en theaterdirecteur.

## Biografie
Lapissida begon zijn carrière als operazanger in Straatsburg. In 1868 werd hij aangenomen door de Koninklijke Muntschouwburg, waar hij een groot deel van zijn loopbaan zou doorbrengen. Hij werd er regisseur in 1871 en klom er op tot mededirecteur van 1886 tot 1889, een positie die hij deelde met de violist Joseph Dupont. Zij droegen deze positie over op Oscar Stoumon en Édouard-Fortuné Calabresi. Daarna werd Lapissida aangenomen door de Parijse Opéra als régisseur général. Hij regisseerde er onder meer Sigurd (1885) en Salammbô (1892) van Ernest Reyer, Le Mage (creatie, 1891) en Thaïs (creatie, 1894) van Massenet, Lohengrin (1891), Die Walküre (1893), Tannhäuser (1895) en Die Meistersinger von Nürnberg (1897) van Wagner, Samson et Dalila van Saint-Saëns (1892), Gwendoline van Chabrier (1893), Faust van Gounod (1893), Otello van Verdi (1894), Frédégonde van Guiraud (creatie, 1895), La Favorite van Donizetti (1896), Les Huguenots (1897) en Le prophète (1903) van Meyerbeer, Les Troyens van Berlioz (1899), Guillaume Tell van Rossini (1899), Die Entführung aus dem Serail van Mozart (1903), en Der Freischütz van Weber (1905). Wegens ziekte moest hij zijn activiteiten als regisseur omstreeks 1905 stopzetten.
De bibliotheek van het Museum van de l’Opéra de Paris bezit een deel van Lapissida’s briefwisseling in het fonds Lapissida.
- Bibliothèque nationale de France: cb14844030t (data)
- International Standard Name Identifier: 0000 0000 0884 1630
- Virtual International Authority File: 278667